# Gordi
Gordi, pseudonimo di Sophie Payten (Nuovo Galles del Sud, 28 dicembre 1992), è una cantautrice australiana.

## Biografia
Gordi ha iniziato a ricevere popolarità nel 2015, quando i suoi brani sono stati trasmessi dalla stazione radiofonica Triple J. Nel 2016 ha firmato contratto discografici con la  Jagjaguwar e la Liberation Music, pubblicando a maggio il suo primo EP Clever Disguise. Tra il 2016 e il 2018 ha partecipato a tournée dei Bon Iver, Of Monsters and Men, The Tallest Man on Earth, Highasakite e Ásgeir Trausti. Il suo album di debutto Reservoir è uscito ad agosto 2017 ed ha debuttato alla 20ª posizione della ARIA Albums Chart. Nel 2018 ha collaborato ad una traccia del disco Bloom di Troye Sivan, Postcard, ed ha completato i suoi studi di medicina. Nel giugno 2020 è stato pubblicato il suo secondo album, intitolato Our Two Skins, che è arrivato in 18ª posizione nella classifica australiana.

## Discografia

### Album in studio
- 2017 – Reservoir
- 2020 – Our Two Skins

### EP
- 2016 – Clever Disguise
- 2019 – Beneath the Reservoir

### Album di remix
- 2018 – Can We Work It Out (Reworks)

### Singoli
- 2014 – Nothing's as It Seems
- 2015 – Taken Blame
- 2015 – Can We Work It Out
- 2016 – Avant Gardener
- 2016 – So Here We Are
- 2016 – 00000 Million
- 2017 – Heaven I Know
- 2017 – On My Side
- 2017 – Bitter End
- 2020 – The Cost (Australian Bushfire Relief)
- 2020 – Indifferent (feat. Willaris. K)
- 2020 – Sandwiches
- 2020 – Aeroplane Bathroom
- 2020 – Volcanic
- 2020 – Unready
- 2020 – Extraordinary Life